# 纳吉·拉斯洛 (花样滑冰运动员)
纳吉·拉斯洛（匈牙利語：Nagy László，1927年8月13日—2005年4月19日），匈牙利男子花样滑冰运动员。他曾代表匈牙利参加1948年、1952年和1956年冬季奥林匹克运动会花样滑冰比赛，共获得二枚铜牌。